# Montvendre
Montvendre ist eine französische Gemeinde mit 1.283 Einwohnern (Stand: 1. Januar 2022) in der Region Auvergne-Rhône-Alpes (vor 2016 Rhône-Alpes). Sie gehört zum Département Drôme, zum Arrondissement Valence und zum Kanton Crest. 

## Geographie
Montvendre befindet sich etwa elf Kilometer ostsüdöstlich von Valence an der Véore. Umgeben wird Montvendre von den Nachbargemeinden Chabeuil im Norden, Barcelonne und Combovin im Osten, La Baume-Cornillane im Südosten, Montmeyran im Süden, Beaumont-lès-Valence im Westen sowie Malissard im Nordwesten.

## Bevölkerungsentwicklung
| Jahr                       | 1962 | 1968 | 1975 | 1982 | 1990 | 1999 | 2006 | 2019 |
| Einwohner                  | 652  | 629  | 600  | 634  | 743  | 857  | 992  | 1200 |
| Quellen: Cassini und INSEE |      |      |      |      |      |      |      |      |

## Sehenswürdigkeiten
- Kirche Saint-Blaise aus dem Jahre 1848
- Reste der alten Kirche
- Reste der Burg von Montvendre aus dem 13. Jahrhundert und der Nachfolgerbau aus dem 14. Jahrhundert
- Befestigtes Tor

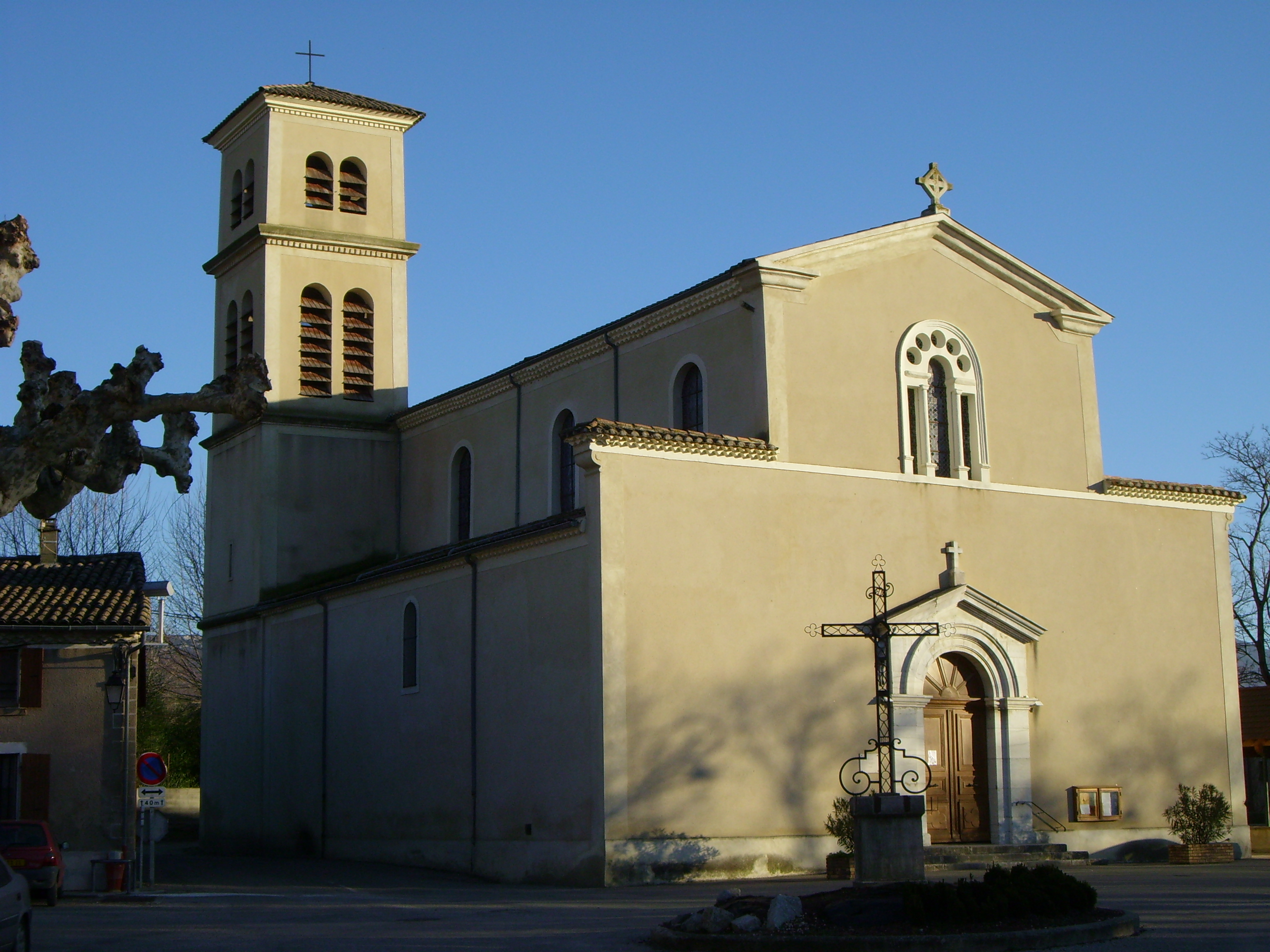
Kirche Saint-Blaise
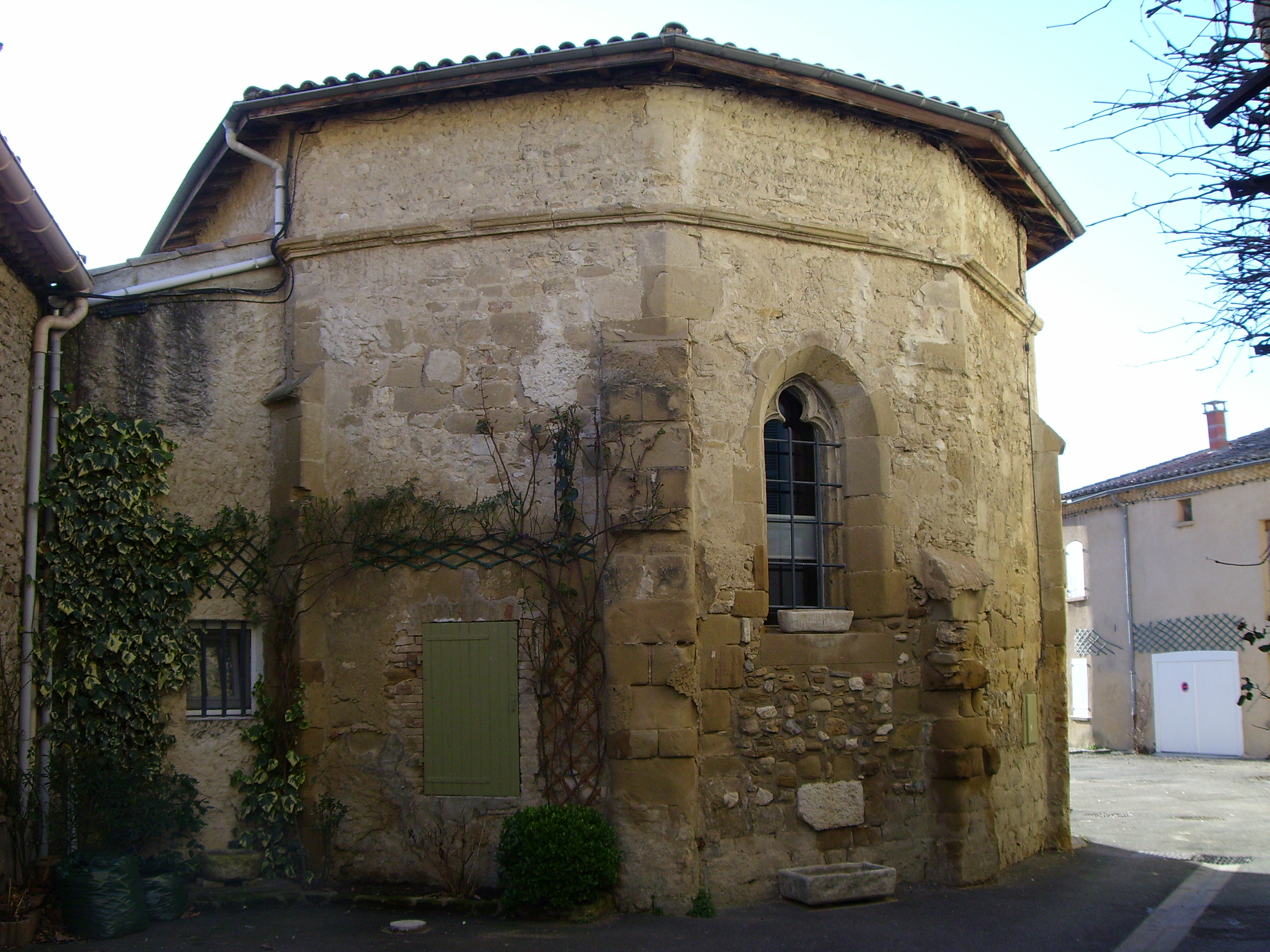
Chor der alten Kirche
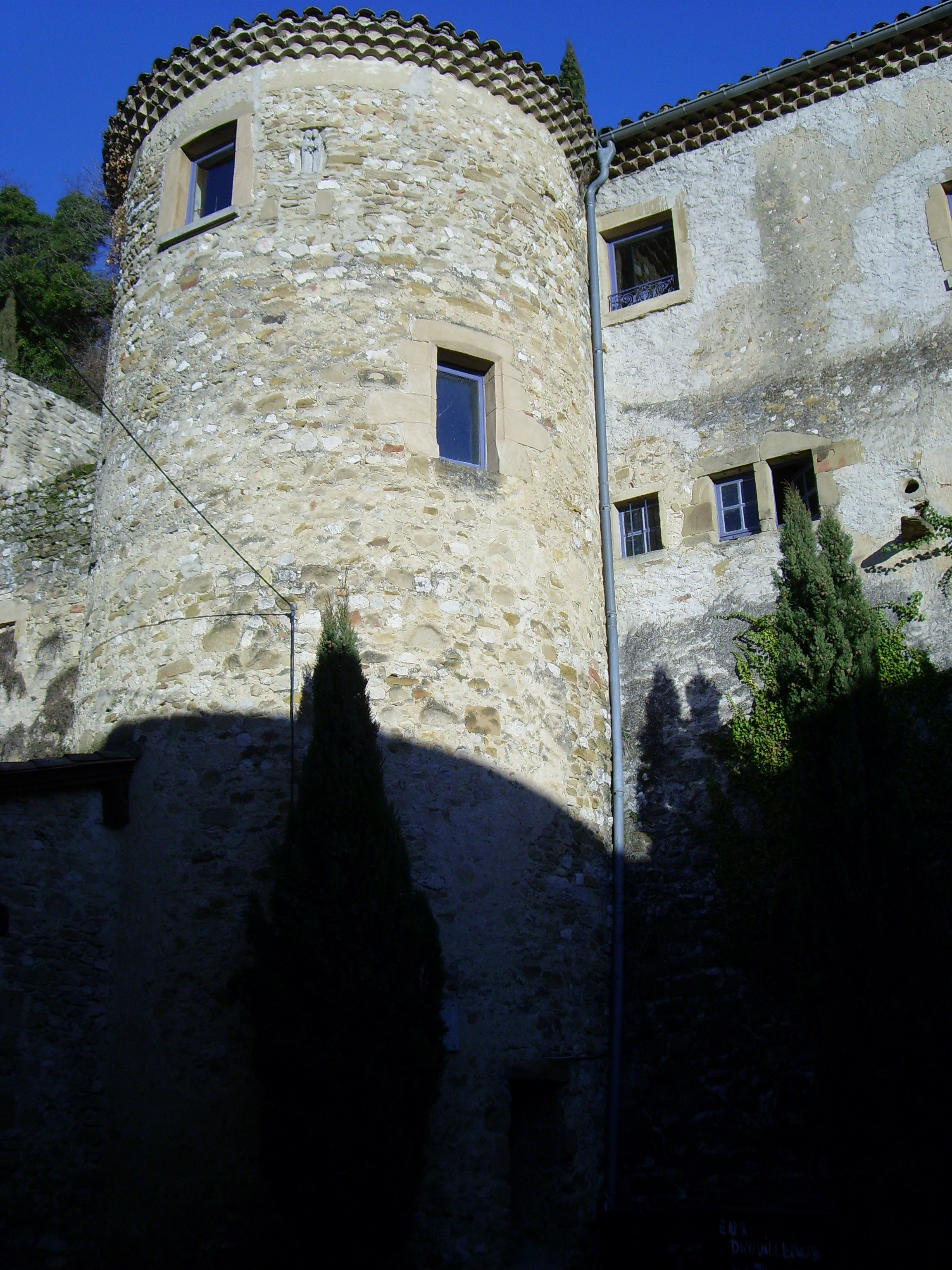
Turm der Burganlage
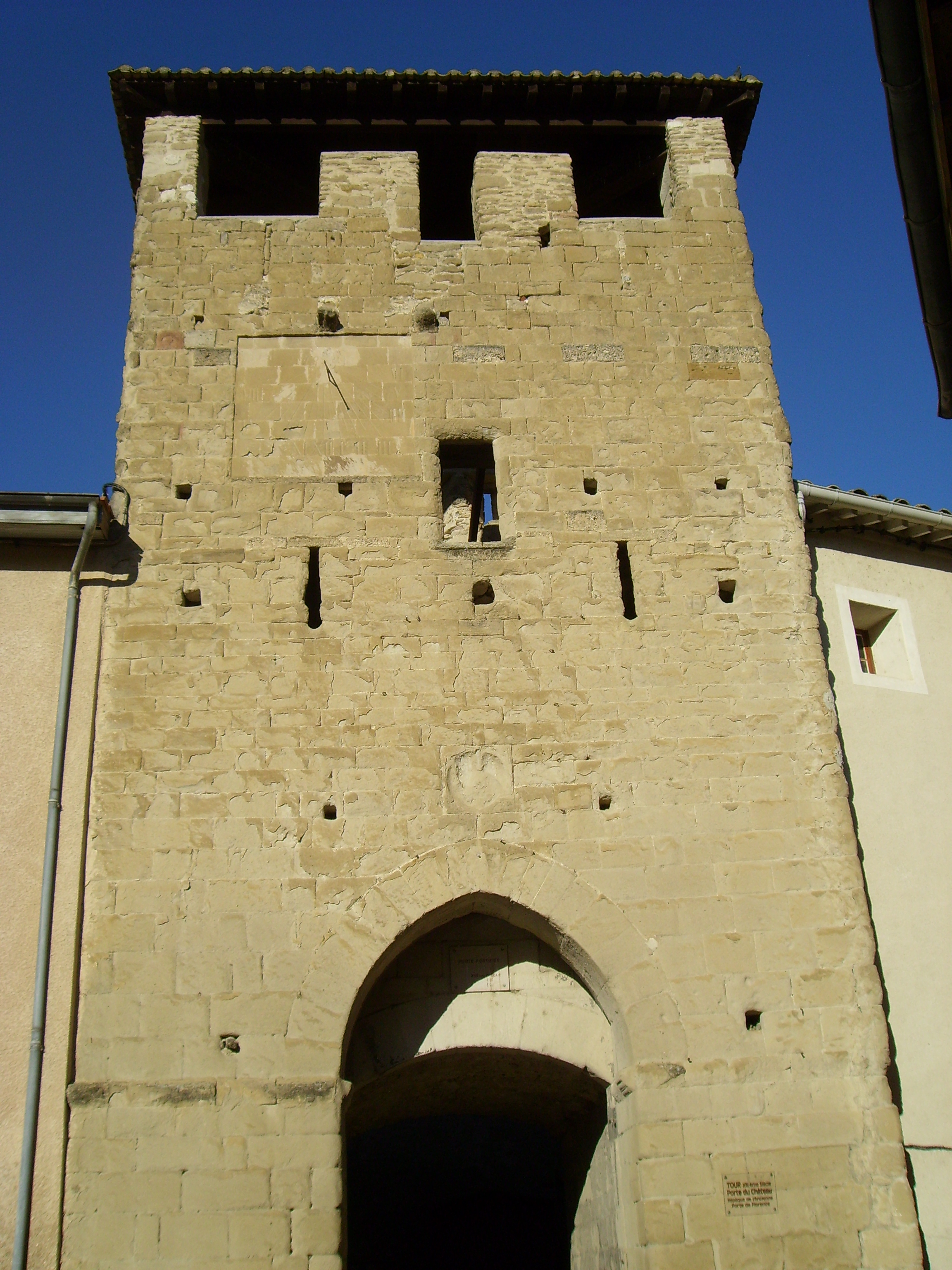
Toranlage
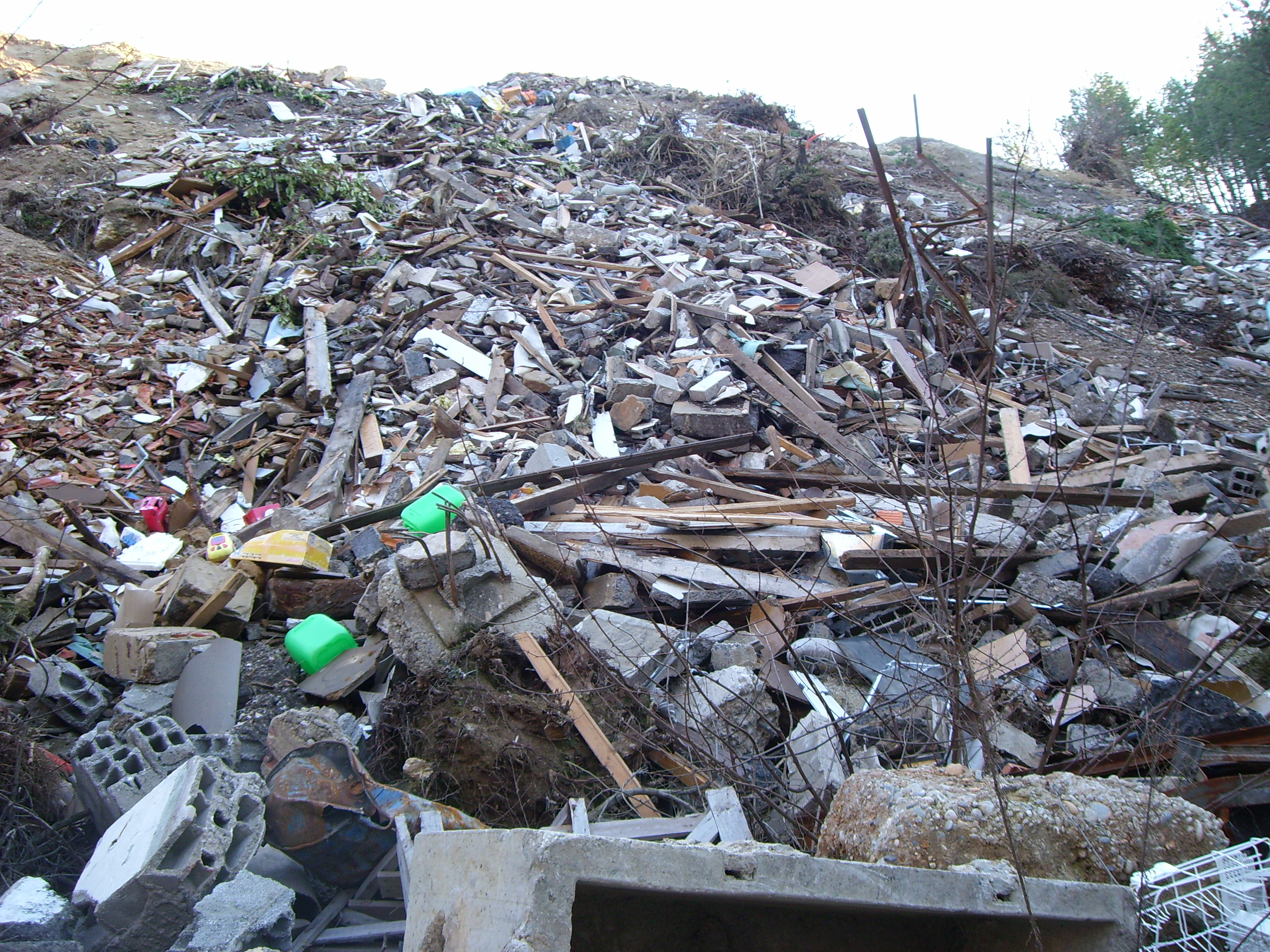
Wilde Müllkippe 2008